# Долни Криводол
Вижте пояснителната страница за други значения на Криводол.
Долни Криводол (на сръбски: Доњи Криводол или Donji Krivodol) е село в Западните покрайнини, община Цариброд, Пиротски окръг, Сърбия. През 2002 г. населението му е 19 души, докато през 1991 г. е било 32 души. В селото живеят предимно българи.

## История
Според предания основател на селото е дядо Малкоч, който се преселил от село Ропот, откъдето бил изгонен заедно със семейството си. Установил се в западната част на днешното село, на десния бряг на река Височица. По-късно се заселили и други семейства от различни села. Няколко семейства дошли от Басара, Пиротско, родът Кладинци - от село Кладйе, Стануловци - от Бърля, Гмитринци от Годеч.
В регистър от средата на XVI век се споменава, че село Криводол бюзюрг има 33 домакинства, трима неженени жители и четири вдовици, а приходът от него възлиза на 4120 акчета.
По време на кратката сръбска окупация през 1878 година и първата половина на 1879 година спада към Височкия срез на Пиротски окръг. От 1879 до 1920 година селото е в границите на България. През 1881 година Долни Криводол, което е център на община в Царибродска околия, има 262 жители.
От ноември 1920 година до април 1941 година и след 1944 година Долни Криводол е в състава на Сърбия (Кралство на сърби, хървати и словенци, Югославия).
На 4 август 1930 година свещеникът в селото Апостол Попиванов (1876-1930) е застрелян заради изява на българската си принадлежност.

### Население
- 1881 - 262 жители
- 1948 - 216 жители
- 1953 - 205 жители
- 1963 - 134 жители[1]
- 1971 - 119 жители
- 1981 - 51 жители

## Редовни събития
Съборът на селото е на Спасовден.